# Alexis Mateo
Alexis Mateo, nome artístico de Alexis Mateo Pacheco (24 de julho de 1979), é uma drag queen, artista performática e designer de moda porto-riquenha, reconhecida por ter vencido os concursos All American Goddess 2016, Miss Gay Days 2016 e National Showgirl 2017, entre outros, para além de ter integrado o elenco da terceira temporada de RuPaul's Drag Race e, posteriormente, RuPaul's Drag Race All Stars e Canada's Drag Race: Canada vs. the World. É a "drag mother" de Vanessa Vanjie Mateo.

## Carreira
Estreou-se no transformismo no circuito de casas noturnas gays de Porto Rico antes de se mudar em 2001 para Orlando, Flórida, nos Estados Unidos, onde trabalhou como dançarino e performer no parque temático Disney World. Durante o mesmo período, para além de iniciar a sua carreira como artista drag, como designer de moda venceu o prémio Inter Fashion Award de 2001 na categoria de Melhor Designer de Moda.

Enquanto residia na região da Flórida Central, tornou-se num dos nomes mais reconhecidos dentro da comunidade LGBT do estado da Flórida, ao participar e ganhar diversos concursos de beleza, incluindo Miss Flórida EUA, Miss Flórida Latina, Miss Orlando, Miss Flórida Central, Miss Lakeland, Miss Waterside, Miss Suncoast, Miss Suncoast América, Miss ASAP, Miss Lakeland América, Miss Orlando Latina, Miss Flórida Internacional e Sunshine State All American Goddess.

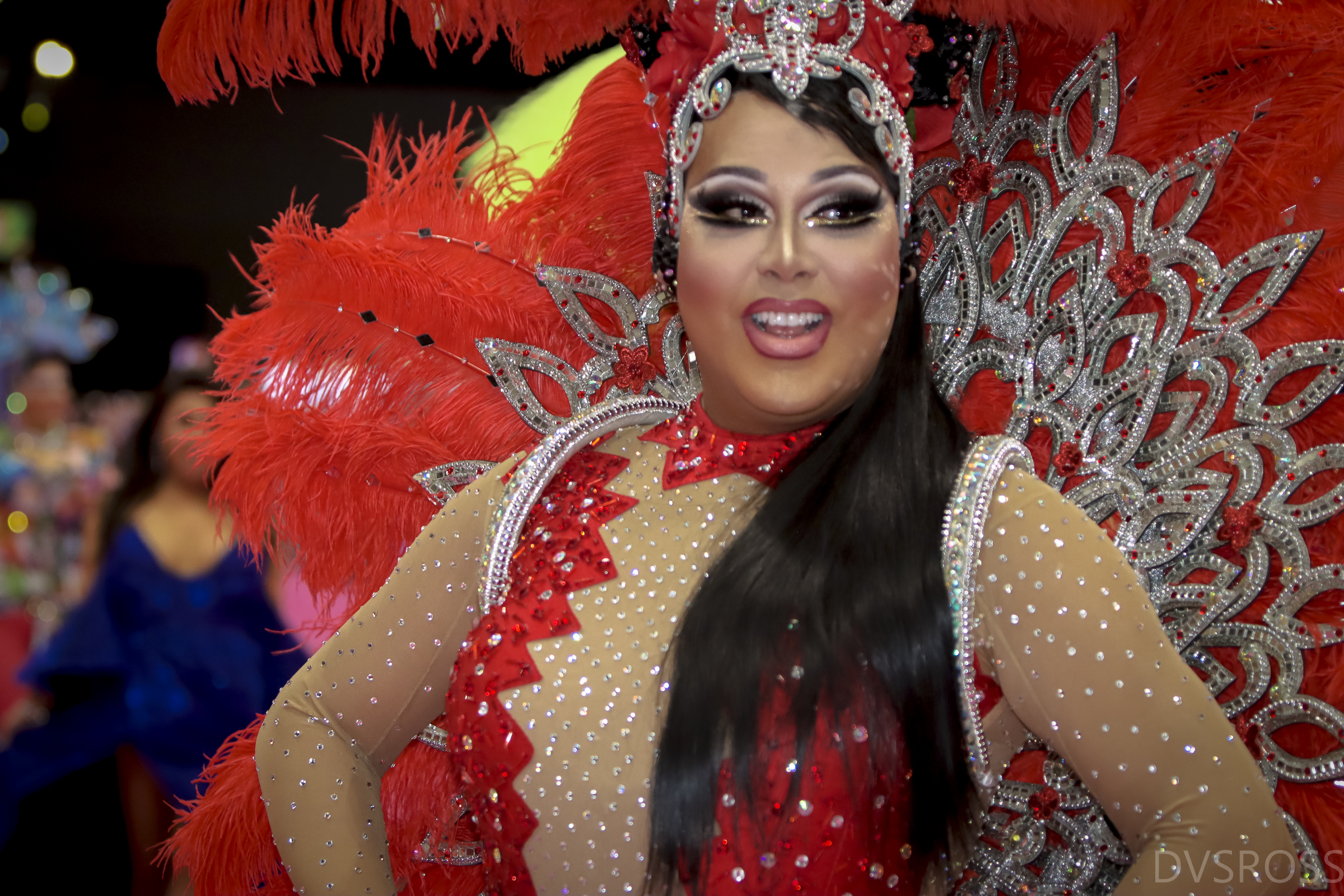
Alexis Mateo na RuPaul's DragCon LA em 2022

Como ativista, participou em várias campanhas de conscientização e prevenção da AIDS, tais como no anúncio da Gilead Sciences, intitulado "Red Ribbon Runway", ao lado de Manila Luzon, Delta Work, Shangela Laquifa Wadley e Carmen Carrera. Após a exibição do vídeo publicitário, Alexis Mateo leiluou o vestido que usou em comemoração ao Dia Mundial de Combate à AIDS, sendo o valor angariado doado à Associação Nacional de Pessoas com SIDA.

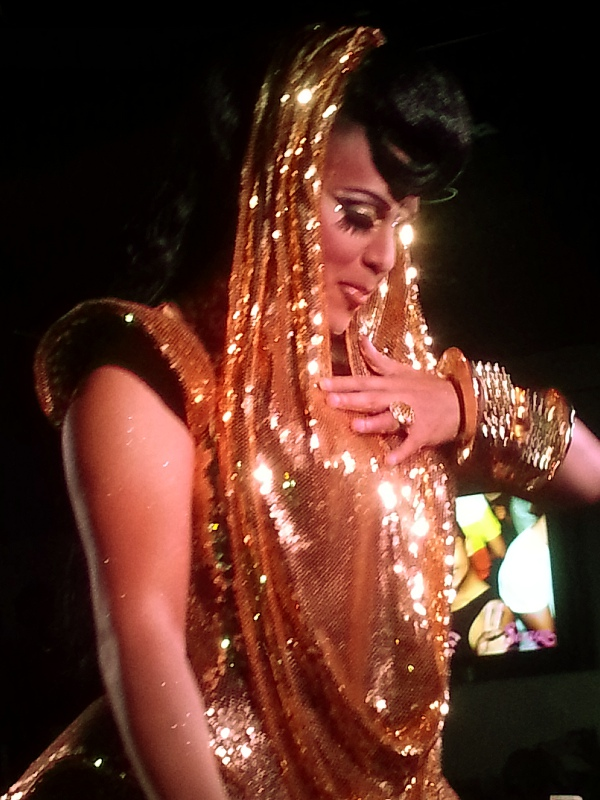
Alexis cantando " Come & Get It " de Selena Gomez em junho de 2013.

Em 2011, participou na terceira temporada de RuPaul's Drag Race, onde venceu três dos principais desafios e chegou à grande final, terminando em 3º lugar.

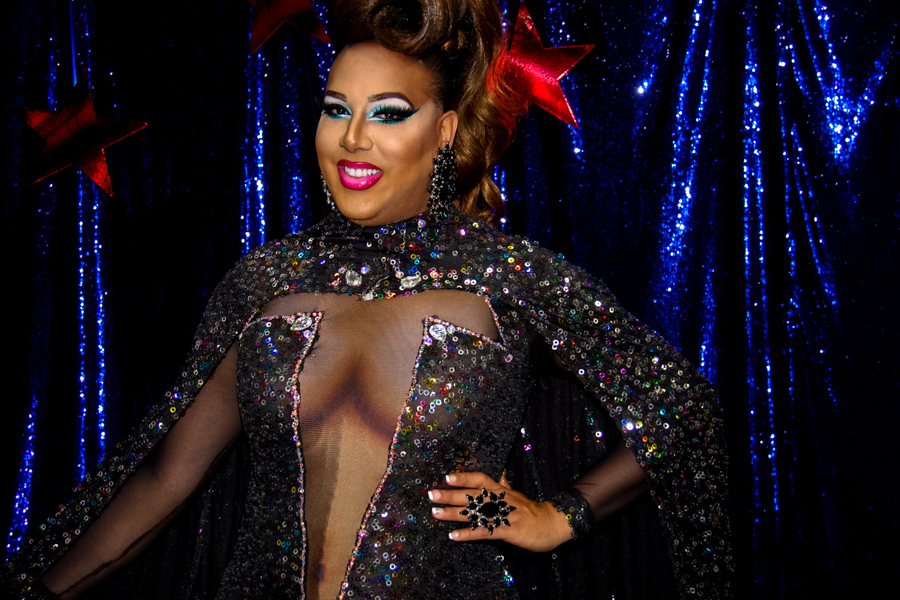
Alexis Mateo na DragCon LA da RuPaul em 2018

Em 2012, atuou como professora convidada na terceira temporada da série spin-off RuPaul's Drag U e participou pela primeira vez na competição televisiva RuPaul's Drag Race: All Stars, tendo sido eliminada no quarto episódio ao lado de Yara Sofia, com quem criou a equipa Yarlexis. Ainda no mesmo ano, com outras concorrentes de RuPaul's Drag Race, Alexis Mateo apareceu no videoclipe "Queen" da banda Xelle (que contava com Mimi Imfurst como membro principal).
Em 2015, foi uma das trinta drag queens que participou na apresentação de Miley Cyrus na cerimónia dos VMA.
Em 2020, integrou a quinta temporada de RuPaul's Drag Race All Stars, onde voltou a obter o 5º lugar. A sua eliminação ocorreu após lhe terem sido feitas acusações, por parte de India Ferrah, de que teria feito campanha contra Shea Couleé. Alexis Mateo foi inocentada no final da série quando as alegações de Ferrah foram demonstradas como falsas. Ainda no mesmo ano, em março, juntamente com o elenco do espetáculo RuPaul's Drag Race Live!, atuou com Katy Perry durante a sua residência de concerto Play no Resorts World Las Vegas.
Em 2024, foi a segunda classificada no programa Canada's Drag Race: Canada vs. the World.

## Títulos de concursos de beleza
Alexis Mateo competiu em diversos concursos, sendo a detentora de inúmeros títulos, incluindo:
- Miss Lakeland 2004, vencedora [15]
- Miss Gay Florida USofA 2006, vencedora [15]
- Miss Gay Florida América 2007, 1ª suplente [15]
- Miss Gay Florida America 2008, 1ª suplente [15]
- Miss Orlando Latina 2009 [15]
- Miss Gay Florida International 2010, vencedora [15]
- Miss Parliament House 2012, 1ª suplente [15]
- Miss Heart of Florida 2013, 1ª suplente [15]
- Miss Gay Georgia USofA 2013, 1ª suplente [15]
- Miss Tampa Bay International 2013, vencedora [15]
- Sunshine State All American Goddess 2014, vencedora [15]
- Miss Gay Southern States USofA 2014, vencedora [15]
- Miss North Florida FI 2015, vencedora [15]
- Miss Florida FI 2015, 1ª suplente [15]
- Miss Gay USofA 2015, 3ª suplente [15]
- Miss Tampa Pride 2016, vencedora [15]
- Miss Gay Days 2016, vencedora [15]
- Kentucky All American Goddess 2016, vencedora [15]
- All American Goddess 2016, vencedor [15]
- National Showgirl 2017, vencedora [15]
- Miss Continental Elite 2025, vencedora [15]

É também ex-Miss Florida Latina, Miss Orlando, Miss Florida Central, Miss Waterside, Miss Suncoast, Miss Suncoast America, Miss Lakeland America e Miss ASAP. 

## Vida pessoal
Atualmente Alexis Mateo reside em Las Vegas, Nevada, onde atua em eventos e bares gays, tanto localmente quanto pelo país.
Em abril de 2011, juntamente com Yara Sofia, apelou a um boicote a uma loja de produtos de beleza em Tampa, após os dois performers terem sido discriminados pela sua orientação sexual e expulsos do estabelecimento comercial.

## Discografia

#### Singles
| Título                                                                     | Ano  | Álbum |
| -------------------------------------------------------------------------- | ---- | ----- |
| "Big Girl" (Joelapussy com Alyssa Edwards e Alexis Mateo)                  | 2013 |       |
| "I'm in Love" (com o elenco de RuPaul's Drag Race All Stars, 5ª temporada) | 2020 |       |

## Filmografia

### Televisão
| Ano  | Título                                   | Papel                                       | Notas                               | Ref(s) |
| ---- | ---------------------------------------- | ------------------------------------------- | ----------------------------------- | ------ |
| 2011 | RuPaul's Drag Race                       |                                             | Concorrente; 3º lugar (Temporada 3) |        |
| 2011 | RuPaul's Drag Race: Untucked             | Concorrente                                 |                                     |        |
| 2012 | RuPaul's Drag Race All Stars             | Concorrente - 5º lugar (Temporada 1)        | [ 10 ]                              |        |
| 2012 | RuPaul's Drag Race All Stars: Untucked   | Concorrente (Temporada 1)                   | [ 10 ]                              |        |
| 2013 | RuPaul's Drag U                          | Professora                                  |                                     |        |
| 2020 | AJ and the Queen                         | Convidada Especial                          | [ 19 ]                              |        |
| 2020 | RuPaul's Drag Race All Stars             | Concorrente - 5º lugar (Temporada 5)        | [ 2 ]                               |        |
| 2020 | RuPaul's Drag Race All Stars: Untucked   | Concorrente                                 |                                     |        |
| 2021 | Drag Race España                         | Convidada Especial (Temporada 1)            |                                     |        |
| 2021 | RuPaul's Drag Race All Stars             | Lip-Sync Assassin (Temporada 6; Episódio 7) |                                     |        |
| 2021 | RuPaul's Drag Race All Stars: Untucked   | Convidada Especial                          |                                     |        |
| 2022 | Drag Race España                         | Juri (Temporada 2)                          | [ 20 ]                              |        |
| 2023 | Drag Me to Dinner                        |                                             | [ 21 ]                              |        |
| 2024 | Canada's Drag Race: Canada vs. the World | Concorrente (Temporada 2) (2º lugar)        | [ 22 ]                              |        |

### Vídeos musicais
| Ano  | Título           | Artista                                    |
| ---- | ---------------- | ------------------------------------------ |
| 2011 | Champion         | RuPaul                                     |
| 2012 | Responsitrannity | RuPaul                                     |
| 2012 | Queen            | Xelle                                      |
| 2020 | Bitch Please     | Derrick Barry, Nebraska Thunderfuck e Velo |